# Telenor
Telenor (OSE: TEL, NASDAQ: TELNF) é uma empresa operadora de telecomunicações na Noruega, com sede localizada na Fornebu, perto de Oslo. Hoje, Telenor é principalmente uma operadora sem fio internacionais com operações na Escandinávia, Europa Oriental e da Ásia. É actualmente classificada como a sétima maior transportadora do mundo, com 143 milhões de assinantes. Além disso, tem ampla distribuição em banda larga e TV operações em quatro países nórdicos.

## Satélites
| Satélite   | Fabricante                   | Data do lançamento      | Veículo de lançamento | Estado  | Nota                                      |
| ---------- | ---------------------------- | ----------------------- | --------------------- | ------- | ----------------------------------------- |
| Thor 1     | Hughes                       | 18 de agosto de 1990    | Delta-6925            | Inativo | Também conhecido por Marco Polo 2 e BSB 2 |
| Thor 2     | Hughes                       | 21 de maio de 1997      | Delta-7926            | Inativo |                                           |
| Thor 3     | Hughes                       | 9 de julho de 1998      | Delta-7929            | Ativo   |                                           |
| Thor 5     | Orbital Sciences Corporation | 11 de fevereiro de 2008 | Proton-M/Briz-M       | Ativo   | Ex-Thor 2R                                |
| Thor 6     | Thales Alenia Space          | 29 de outubro de 2009   | Ariane 5 ECA          | Ativo   | Também conhecido por Intelsat 1W          |
| Thor 7     | Space Systems/Loral          | 26 de abril de 2015     | Ariane 5 ECA          | Ativo   |                                           |
| Thor 10-02 | EADS Astrium                 | 16 de junho de 2004     | Proton-M/Briz-M       | Ativo   | Também conhecido por Intelsat 10-02       |